# BAFA NL Division Two 2017
La BAFA NL Division Two 2017 è la 19ª edizione del campionato di football americano di terzo livello, organizzato dalla BAFA.

## Squadre partecipanti
| Club                         | Città              | Stadio | Sponsor ufficiale | Risultato nella stagione 2016 |
| ---------------------------- | ------------------ | ------ | ----------------- | ----------------------------- |
| Aberdeen Roughnecks          | Aberdeen           |        |                   |                               |
| Berkshire Renegades          | Reading            |        |                   |                               |
| Bournemouth Bobcats          | Bournemouth        |        |                   |                               |
| Bristol Apache               | Bristol            |        |                   |                               |
| Carlisle Sentinels           | Carlisle           |        |                   |                               |
| Chester Romans               | Chester            |        |                   |                               |
| Clyde Valley Blackhawks      | Wishaw             |        |                   |                               |
| Cornish Sharks               | Newquay            |        |                   |                               |
| Crewe Railroaders            | Crewe              |        |                   |                               |
| Dumfries Hunters             | Dumfries           |        |                   |                               |
| East Essex Sabres            | Rayleigh           |        |                   |                               |
| East Kent Mavericks          | Canterbury         |        |                   |                               |
| Essex Spartans               | Grays              |        |                   |                               |
| Gateshead Senators           | Jarrow             |        |                   |                               |
| Glasgow Tigers               | Glasgow            |        |                   |                               |
| Halton Spartans              | Widnes             |        |                   |                               |
| Hastings Conquerors          | Hastings           |        |                   |                               |
| Hertfordshire Cheetahs       | St Albans          |        |                   |                               |
| Humber Warhawks              | Kingston upon Hull |        |                   |                               |
| Ipswich Cardinals            | Ipswich            |        |                   |                               |
| Jurassic Coast Raptors       | Dorchester         |        |                   |                               |
| Knottingley Raiders          | Knottingley        |        |                   |                               |
| Leeds Bobcats                | Leeds              |        |                   |                               |
| Lincolnshire Bombers         | North Hykeham      |        |                   |                               |
| London Blitz B               | Londra             |        |                   |                               |
| Maidstone Pumas              | Maidstone          |        |                   |                               |
| Morecambe Bay Storm          | Morecambe          |        |                   |                               |
| Northumberland Lightning     | Ashington          |        |                   |                               |
| Portsmouth Dreadnoughts      | Portsmouth         |        |                   |                               |
| Shropshire Revolution        | Telford            |        |                   |                               |
| Staffordshire Surge          | Burton upon Trent  |        |                   |                               |
| Swindon Storm                | Swindon            |        |                   |                               |
| Torbay Trojans               | Paignton           |        |                   |                               |
| Walney Terriers              | Ulverston          |        |                   |                               |
| Wembley Stallions            | Londra             |        |                   |                               |
| Worcestershire Black Knights | Evesham            |        |                   |                               |

## Stagione regolare

### Calendario

#### 1ª giornata
| 9 aprile 2017 | Northumberland Lightning | 6 – 46 | Morecambe Bay Storm |  |

| 9 aprile 2017 | Carlisle Sentinels | 6 – 42 | Gateshead Senators |  |

| 9 aprile 2017 | Knottingley Raiders | 14 – 27 | Walney Terriers |  |

| 9 aprile 2017 | Chester Romans | 68 – 0 | Crewe Railroaders |  |

| 9 aprile 2017 | Lincolnshire Bombers | 8 – 42 | Shropshire Revolution |  |

| 9 aprile 2017 | Bristol Apache | 37 – 6 | Jurassic Coast Raptors |  |

| 9 aprile 2017 | Torbay Trojans | 0 – 6 | Cornish Sharks |  |

| 9 aprile 2017 | Bournemouth Bobcats | 6 – 14 | Portsmouth Dreadnoughts |  |

| 9 aprile 2017 | Hastings Conquerors | 0 – 63 | Hertfordshire Cheetahs |  |

| 9 aprile 2017 | Wembley Stallions | 42 – 0 | Ipswich Cardinals |  |

| 9 aprile 2017 | East Essex Sabres | 14 – 20 | Essex Spartans |  |

#### 2ª giornata
| 16 aprile 2017 | Aberdeen Roughnecks | 6 – 2 | Glasgow Tigers |  |

| 16 aprile 2017 | Lincolnshire Bombers | 31 – 7 | Crewe Railroaders |  |

| 16 aprile 2017 | Cornish Sharks | 31 – 0 | Swindon Storm |  |

| 16 aprile 2017 | Torbay Trojans | 8 – 6 | Worcestershire Black Knights |  |

| 16 aprile 2017 | Hertfordshire Cheetahs | 50 – 14 | Berkshire Renegades |  |

| 16 aprile 2017 | East Essex Sabres | 0 – 6 | Ipswich Cardinals |  |

#### 3ª giornata
| 23 aprile 2017 | Aberdeen Roughnecks | 13 – 34 | Clyde Valley Blackhawks |  |

| 23 aprile 2017 | Glasgow Tigers | 17 – 14 | Dumfries Hunters |  |

| 23 aprile 2017 | Knottingley Raiders | - – - | Carlisle Sentinels |  |

| 23 aprile 2017 | Gateshead Senators | 48 – 6 | Northumberland Lightning |  |

| 23 aprile 2017 | Walney Terriers | 20 – 22 | Morecambe Bay Storm |  |

| 23 aprile 2017 | Shropshire Revolution | 39 – 10 | Halton Spartans |  |

| 23 aprile 2017 | Humber Warhawks | 14 – 13 | Crewe Railroaders |  |

| 23 aprile 2017 | Swindon Storm | 21 – 26 | Bristol Apache |  |

| 23 aprile 2017 | Worcestershire Black Knights | 26 – 28 | Jurassic Coast Raptors |  |

| 23 aprile 2017 | Bournemouth Bobcats | 55 – 0 | Hastings Conquerors |  |

| 23 aprile 2017 | Maidstone Pumas | 6 – 19 | Portsmouth Dreadnoughts |  |

#### 4ª giornata
| 30 aprile 2017 | Dumfries Hunters | 24 – 26 | Clyde Valley Blackhawks |  |

| 30 aprile 2017 | Northumberland Lightning | 0 – 46 | Leeds Bobcats |  |

| 30 aprile 2017 | Walney Terriers | 24 – 12 | Knottingley Raiders |  |

| 30 aprile 2017 | Morecambe Bay Storm | 6 – 74 | Gateshead Senators |  |

| 30 aprile 2017 | Chester Romans | 21 – 24 | Shropshire Revolution |  |

| 30 aprile 2017 | Hertfordshire Cheetahs | 36 – 8 | Bournemouth Bobcats |  |

| 30 aprile 2017 | Wembley Stallions | 23 – 14 | East Kent Mavericks |  |

#### 5ª giornata
| 7 maggio 2017 | Carlisle Sentinels | 6 – 18 | Leeds Bobcats |  |

| 7 maggio 2017 | Humber Warhawks | 0 – 31 | Staffordshire Surge |  |

| 7 maggio 2017 | Jurassic Coast Raptors | 6 – 40 | Swindon Storm |  |

| 7 maggio 2017 | Worcestershire Black Knights | 27 – 22 | Torbay Trojans |  |

| 7 maggio 2017 | Berkshire Renegades | 27 – 6 | Portsmouth Dreadnoughts |  |

| 7 maggio 2017 | Maidstone Pumas | 0 – 54 | Hertfordshire Cheetahs |  |

| 7 maggio 2017 | Wembley Stallions | 21 – 0 | London Blitz B |  |

| 7 maggio 2017 | Essex Spartans | 17 – 0 | Ipswich Cardinals |  |

#### 6ª giornata
| 14 maggio 2017 | Glasgow Tigers | 16 – 3 | Clyde Valley Blackhawks |  |

| 14 maggio 2017 | Dumfries Hunters | 18 – 30 | Aberdeen Roughnecks |  |

| 14 maggio 2017 | Walney Terriers | 0 – 32 | Leeds Bobcats |  |

| 14 maggio 2017 | Morecambe Bay Storm | 46 – 0 | Carlisle Sentinels |  |

| 14 maggio 2017 | Halton Spartans | 14 – 24 | Shropshire Revolution |  |

| 14 maggio 2017 | Crewe Railroaders | 0 – 59 | Chester Romans |  |

| 14 maggio 2017 | Staffordshire Surge | 34 – 18 | Lincolnshire Bombers |  |

| 14 maggio 2017 | Jurassic Coast Raptors | 6 – 44 | Bristol Apache |  |

| 14 maggio 2017 | Torbay Trojans | 12 – 43 | Swindon Storm |  |

| 14 maggio 2017 | Worcestershire Black Knights | 7 – 30 | Cornish Sharks |  |

| 14 maggio 2017 | Berkshire Renegades | 40 – 0 | Hastings Conquerors |  |

| 14 maggio 2017 | East Kent Mavericks | 41 – 0 | East Essex Sabres |  |

| 14 maggio 2017 | London Blitz B | 19 – 3 | Essex Spartans |  |

#### 7ª giornata
| 21 maggio 2017 | Glasgow Tigers | 27 – 0 | Aberdeen Roughnecks |  |

| 21 maggio 2017 | Walney Terriers | 12 – 27 | Gateshead Senators |  |

| 21 maggio 2017 | Knottingley Raiders | 6 – 62 | Leeds Bobcats |  |

| 21 maggio 2017 | Crewe Railroaders | 0 – 37 | Halton Spartans |  |

| 21 maggio 2017 | Staffordshire Surge | 16 – 43 | Chester Romans |  |

| 21 maggio 2017 | Humber Warhawks | 28 – 54 | Lincolnshire Bombers |  |

| 21 maggio 2017 | Cornish Sharks | 51 – 6 | Torbay Trojans |  |

| 21 maggio 2017 | Hertfordshire Cheetahs | 1 – 0 (a tavolino) | Hastings Conquerors |  |

| 21 maggio 2017 | Portsmouth Dreadnoughts | 26 – 0 | Maidstone Pumas |  |

| 21 maggio 2017 | London Blitz B | 34 – 0 | Ipswich Cardinals |  |

#### 8ª giornata
| 4 giugno 2017 | Dumfries Hunters | 36 – 26 | Clyde Valley Blackhawks |  |

| 4 giugno 2017 | Leeds Bobcats | 62 – 12 | Walney Terriers |  |

| 4 giugno 2017 | Knottingley Raiders | 56 – 16 | Northumberland Lightning |  |

| 4 giugno 2017 | Chester Romans | 34 – 9 | Halton Spartans |  |

| 4 giugno 2017 | Shropshire Revolution | 62 – 6 | Humber Warhawks |  |

| 4 giugno 2017 | Cornish Sharks | 27 – 33 | Bristol Apache |  |

| 4 giugno 2017 | Jurassic Coast Raptors | 13 – 20 | Worcestershire Black Knights |  |

| 4 giugno 2017 | Maidstone Pumas | 48 – 18 | Hastings Conquerors |  |

| 4 giugno 2017 | Essex Spartans | - – - | East Essex Sabres |  |

| 4 giugno 2017 | Ipswich Cardinals | 29 – 51 | East Kent Mavericks |  |

#### 9ª giornata
| 11 giugno 2017 | Aberdeen Roughnecks | 39 – 18 | Dumfries Hunters |  |

| 11 giugno 2017 | Northumberland Lightning | 0 – 79 | Walney Terriers |  |

| 11 giugno 2017 | Gateshead Senators | 68 – 0 | Carlisle Sentinels |  |

| 11 giugno 2017 | Morecambe Bay Storm | 26 – 44 | Leeds Bobcats |  |

| 11 giugno 2017 | Halton Spartans | 14 – 20 | Staffordshire Surge |  |

| 11 giugno 2017 | Shropshire Revolution | 41 – 14 | Lincolnshire Bombers |  |

| 11 giugno 2017 | Bournemouth Bobcats | 48 – 0 | Maidstone Pumas |  |

| 11 giugno 2017 | Portsmouth Dreadnoughts | 5 – 45 | Berkshire Renegades |  |

| 11 giugno 2017 | East Kent Mavericks | 26 – 6 | Essex Spartans |  |

| 11 giugno 2017 | London Blitz B | 0 – 34 | Wembley Stallions |  |

#### 10ª giornata
| 18 giugno 2017 | Clyde Valley Blackhawks | 6 – 12 | Glasgow Tigers |  |

| 18 giugno 2017 | Gateshead Senators | 72 – 6 | Knottingley Raiders |  |

| 18 giugno 2017 | Crewe Railroaders | 16 – 46 | Lincolnshire Bombers |  |

| 18 giugno 2017 | Bristol Apache | 25 – 7 | Cornish Sharks |  |

| 18 giugno 2017 | Jurassic Coast Raptors | 7 – 18 | Torbay Trojans |  |

| 18 giugno 2017 | Worcestershire Black Knights | 2 – 38 | Swindon Storm |  |

| 18 giugno 2017 | Bournemouth Bobcats | 6 – 54 | Hertfordshire Cheetahs |  |

| 18 giugno 2017 | Wembley Stallions | 63 – 0 | East Essex Sabres |  |

| 18 giugno 2017 | Ipswich Cardinals | 14 – 36 | London Blitz B |  |

#### 11ª giornata
| 25 giugno 2017 | Morecambe Bay Storm | 46 – 22 | Knottingley Raiders |  |

| 25 giugno 2017 | Leeds Bobcats | 52 – 7 | Carlisle Sentinels |  |

| 25 giugno 2017 | Chester Romans | 18 – 20 | Staffordshire Surge |  |

| 25 giugno 2017 | Crewe Railroaders | 23 – 6 | Humber Warhawks |  |

| 25 giugno 2017 | Swindon Storm | 58 – 8 | Torbay Trojans |  |

| 25 giugno 2017 | Worcestershire Black Knights | 0 – 61 | Bristol Apache |  |

| 25 giugno 2017 | Hastings Conquerors | 6 – 58 | Portsmouth Dreadnoughts |  |

| 25 giugno 2017 | Maidstone Pumas | 9 – 60 | Berkshire Renegades |  |

| 25 giugno 2017 | London Blitz B | 12 – 13 | Essex Spartans |  |

| 25 giugno 2017 | Ipswich Cardinals | 3 – 36 | Wembley Stallions |  |

#### 12ª giornata
| 2 luglio 2017 | Clyde Valley Blackhawks | 7 – 10 | Glasgow Tigers |  |

| 2 luglio 2017 | Dumfries Hunters | 18 – 23 | Aberdeen Roughnecks |  |

| 2 luglio 2017 | Gateshead Senators | 20 – 7 | Walney Terriers |  |

| 2 luglio 2017 | Morecambe Bay Storm | 44 – 0 | Northumberland Lightning |  |

| 2 luglio 2017 | Staffordshire Surge | 0 – 53 | Shropshire Revolution |  |

| 2 luglio 2017 | Lincolnshire Bombers | 33 – 22 | Halton Spartans |  |

| 2 luglio 2017 | Jurassic Coast Raptors | 7 – 23 | Cornish Sharks |  |

| 2 luglio 2017 | Portsmouth Dreadnoughts | 39 – 0 | Bournemouth Bobcats |  |

| 2 luglio 2017 | Hastings Conquerors | 0 – 58 | Berkshire Renegades |  |

| 2 luglio 2017 | East Essex Sabres | 0 – 40 | East Kent Mavericks |  |

#### 13ª giornata
| 9 luglio 2017 | Aberdeen Roughnecks | 6 – 23 | Glasgow Tigers |  |

| 9 luglio 2017 | Northumberland Lightning | 0 – 1 (a tavolino) | Gateshead Senators |  |

| 9 luglio 2017 | Carlisle Sentinels | 7 – 37 | Walney Terriers |  |

| 9 luglio 2017 | Halton Spartans | 32 – 0 | Humber Warhawks |  |

| 9 luglio 2017 | Crewe Railroaders | 7 – 47 | Staffordshire Surge |  |

| 9 luglio 2017 | Torbay Trojans | 22 – 28 | Bristol Apache |  |

| 9 luglio 2017 | Hertfordshire Cheetahs | 48 – 7 | Maidstone Pumas |  |

| 9 luglio 2017 | Bournemouth Bobcats | 19 – 36 | Berkshire Renegades |  |

| 9 luglio 2017 | Wembley Stallions | 40 – 14 | Essex Spartans |  |

| 9 luglio 2017 | London Blitz B | 21 – 25 | East Kent Mavericks |  |

| 9 luglio 2017 | Ipswich Cardinals | 17 – 24 | East Essex Sabres |  |

#### 14ª giornata
| 16 luglio 2017 | Clyde Valley Blackhawks | 13 – 13 | Aberdeen Roughnecks |  |

| 16 luglio 2017 | Carlisle Sentinels | 7 – 6 | Knottingley Raiders |  |

| 16 luglio 2017 | Leeds Bobcats | 66 – 8 | Morecambe Bay Storm |  |

| 16 luglio 2017 | Shropshire Revolution | 30 – 0 | Chester Romans |  |

| 16 luglio 2017 | Lincolnshire Bombers | 41 – 0 | Humber Warhawks |  |

| 16 luglio 2017 | Cornish Sharks | 34 – 7 | Jurassic Coast Raptors |  |

| 16 luglio 2017 | Swindon Storm | 45 – 0 | Worcestershire Black Knights |  |

| 16 luglio 2017 | Essex Spartans | 0 – 26 | Wembley Stallions |  |

#### 15ª giornata
| 23 luglio 2017 | Dumfries Hunters | 0 – 34 | Glasgow Tigers |  |

| 23 luglio 2017 | Northumberland Lightning | 0 – 24 | Carlisle Sentinels |  |

| 23 luglio 2017 | Halton Spartans | 44 – 0 | Crewe Railroaders |  |

| 23 luglio 2017 | Humber Warhawks | 0 – 67 | Chester Romans |  |

| 23 luglio 2017 | Bristol Apache | 20 – 6 | Swindon Storm |  |

| 23 luglio 2017 | Hertfordshire Cheetahs | 7 – 16 | Portsmouth Dreadnoughts |  |

| 23 luglio 2017 | Berkshire Renegades | 91 – 0 | Maidstone Pumas |  |

| 23 luglio 2017 | Hastings Conquerors | 34 – 26 | Bournemouth Bobcats |  |

| 23 luglio 2017 | East Kent Mavericks | 26 – 20 | London Blitz B |  |

#### 16ª giornata
| 30 luglio 2017 | Gateshead Senators | 42 – 14 | Morecambe Bay Storm |  |

| 30 luglio 2017 | Leeds Bobcats | 1 – 0 (a tavolino) | Knottingley Raiders |  |

| 30 luglio 2017 | Halton Spartans | 14 – 26 | Chester Romans |  |

| 30 luglio 2017 | Shropshire Revolution | 52 – 0 | Crewe Railroaders |  |

| 30 luglio 2017 | Lincolnshire Bombers | 15 – 0 | Staffordshire Surge |  |

| 30 luglio 2017 | Torbay Trojans | 30 – 16 | Jurassic Coast Raptors |  |

| 30 luglio 2017 | Berkshire Renegades | 34 – 8 | Hertfordshire Cheetahs |  |

| 30 luglio 2017 | Portsmouth Dreadnoughts | 68 – 0 | Hastings Conquerors |  |

| 30 luglio 2017 | Essex Spartans | 16 – 6 | East Kent Mavericks |  |

| 30 luglio 2017 | East Essex Sabres | 8 – 54 | London Blitz B |  |

#### 17ª giornata
| 6 agosto 2017 | Aberdeen Roughnecks | 7 – 0 | Clyde Valley Blackhawks |  |

| 6 agosto 2017 | Glasgow Tigers | 38 – 6 | Dumfries Hunters |  |

| 6 agosto 2017 | Walney Terriers | - – - | Northumberland Lightning |  |

| 6 agosto 2017 | Knottingley Raiders | 26 – 26 | Morecambe Bay Storm |  |

| 6 agosto 2017 | Staffordshire Surge | 8 – 15 | Halton Spartans |  |

| 6 agosto 2017 | Humber Warhawks | 0 – 82 | Shropshire Revolution |  |

| 6 agosto 2017 | Bristol Apache | 39 – 6 | Worcestershire Black Knights |  |

| 6 agosto 2017 | Swindon Storm | 14 – 7 | Cornish Sharks |  |

| 6 agosto 2017 | Maidstone Pumas | 14 – 34 | Bournemouth Bobcats |  |

| 6 agosto 2017 | East Kent Mavericks | 20 – 25 | Wembley Stallions |  |

| 6 agosto 2017 | London Blitz B | 35 – 23 | East Essex Sabres |  |

| 6 agosto 2017 | Ipswich Cardinals | 21 – 22 | Essex Spartans |  |

#### 18ª giornata
| 13 agosto 2017 | Clyde Valley Blackhawks | 39 – 20 | Dumfries Hunters |  |

| 13 agosto 2017 | Carlisle Sentinels | 41 – 0 | Northumberland Lightning |  |

| 13 agosto 2017 | Leeds Bobcats | 54 – 46 | Gateshead Senators |  |

| 13 agosto 2017 | Chester Romans | 15 – 9 | Lincolnshire Bombers |  |

| 13 agosto 2017 | Staffordshire Surge | 42 – 0 | Humber Warhawks |  |

| 13 agosto 2017 | Bristol Apache | 50 – 6 | Torbay Trojans |  |

| 13 agosto 2017 | Cornish Sharks | 45 – 6 | Worcestershire Black Knights |  |

| 13 agosto 2017 | Swindon Storm | 55 – 0 | Jurassic Coast Raptors |  |

| 13 agosto 2017 | Berkshire Renegades | 27 – 15 | Bournemouth Bobcats |  |

| 13 agosto 2017 | Portsmouth Dreadnoughts | 29 – 0 | Hertfordshire Cheetahs |  |

| 13 agosto 2017 | Hastings Conquerors | 6 – 33 | Maidstone Pumas |  |

| 13 agosto 2017 | East Kent Mavericks | 67 – 28 | Ipswich Cardinals |  |

| 13 agosto 2017 | East Essex Sabres | 12 – 44 | Wembley Stallions |  |

### Classifica
Le classifiche della regular season sono le seguenti.
- PCT = percentuale di vittorie, G = partite giocate, V = partite vinte, P = partite perse, PF = punti fatti, PS = punti subiti

#### NFC 2 North
| Pos. | Squadra                 | PCT  | G | V | N | P | PF  | PS  |
| ---- | ----------------------- | ---- | - | - | - | - | --- | --- |
| 1    | Glasgow Tigers          | .889 | 9 | 8 | 0 | 1 | 179 | 48  |
| 2    | Aberdeen Roughnecks     | .611 | 9 | 5 | 1 | 3 | 135 | 153 |
| 3    | Clyde Valley Blackhawks | .389 | 9 | 3 | 1 | 5 | 154 | 151 |
| 4    | Dumfries Hunters        | .111 | 9 | 1 | 0 | 8 | 144 | 266 |

#### NFC 2 Central
| Pos. | Squadra                  | PCT   | G  | V  | N | P | PF  | PS  |
| ---- | ------------------------ | ----- | -- | -- | - | - | --- | --- |
| 1    | Leeds Bobcats            | 1.000 | 10 | 10 | 0 | 0 | 436 | 101 |
| 2    | Gateshead Senators       | .900  | 10 | 9  | 0 | 1 | 439 | 111 |
| 3    | Morecambe Bay Storm      | .550  | 10 | 5  | 1 | 4 | 284 | 300 |
| 4    | Walney Terriers          | .444  | 9  | 4  | 0 | 5 | 181 | 187 |
| 5    | Carlisle Sentinels       | .333  | 9  | 3  | 0 | 6 | 91  | 238 |
| 6    | Knottingley Raiders      | .167  | 9  | 1  | 1 | 7 | 148 | 278 |
| 7    | Northumberland Lightning | .000  | 9  | 0  | 0 | 9 | 28  | 400 |

#### NFC 2 South
| Pos. | Squadra               | PCT   | G  | V  | N | P | PF  | PS  |
| ---- | --------------------- | ----- | -- | -- | - | - | --- | --- |
| 1    | Shropshire Revolution | 1.000 | 10 | 10 | 0 | 0 | 436 | 80  |
| 2    | Chester Romans        | .700  | 10 | 7  | 0 | 3 | 351 | 122 |
| 3    | Staffordshire Surge   | .600  | 10 | 6  | 0 | 4 | 216 | 183 |
| 4    | Lincolnshire Bombers  | .600  | 10 | 6  | 0 | 4 | 249 | 208 |
| 5    | Halton Spartans       | .400  | 10 | 4  | 0 | 6 | 211 | 184 |
| 6    | Crewe Railroaders     | .100  | 10 | 1  | 0 | 9 | 73  | 404 |
| 7    | Humber Warhawks       | .100  | 10 | 1  | 0 | 9 | 54  | 453 |

#### SFC 2 West
| Pos. | Squadra                      | PCT   | G  | V  | N | P | PF  | PS  |
| ---- | ---------------------------- | ----- | -- | -- | - | - | --- | --- |
| 1    | Bristol Apache               | 1.000 | 10 | 10 | 0 | 0 | 363 | 107 |
| 2    | Cornish Sharks               | .700  | 10 | 7  | 0 | 3 | 261 | 105 |
| 3    | Swindon Storm                | .700  | 10 | 7  | 0 | 3 | 320 | 112 |
| 4    | Torbay Trojans               | .300  | 10 | 3  | 0 | 7 | 132 | 291 |
| 5    | Worcestershire Black Knights | .200  | 10 | 2  | 0 | 8 | 100 | 328 |
| 6    | Jurassic Coast Raptors       | .100  | 10 | 1  | 0 | 9 | 94  | 327 |

#### SFC 2 South
| Pos. | Squadra                 | PCT  | G  | V | N | P | PF  | PS  |
| ---- | ----------------------- | ---- | -- | - | - | - | --- | --- |
| 1    | Berkshire Renegades     | .900 | 10 | 9 | 0 | 1 | 432 | 112 |
| 2    | Portsmouth Dreadnoughts | .800 | 10 | 8 | 0 | 2 | 291 | 97  |
| 3    | Hertfordshire Cheetahs  | .700 | 10 | 7 | 0 | 3 | 320 | 114 |
| 4    | Bournemouth Bobcats     | .300 | 10 | 3 | 0 | 7 | 217 | 254 |
| 5    | Maidstone Pumas         | .200 | 10 | 2 | 0 | 8 | 117 | 394 |
| 6    | Hastings Conquerors     | .100 | 10 | 1 | 0 | 9 | 64  | 449 |

#### SFC 2 East
| Pos. | Squadra             | PCT   | G  | V  | N | P | PF  | PS  |
| ---- | ------------------- | ----- | -- | -- | - | - | --- | --- |
| 1    | Wembley Stallions   | 1.000 | 10 | 10 | 0 | 0 | 354 | 63  |
| 2    | East Kent Mavericks | .700  | 10 | 7  | 0 | 3 | 316 | 168 |
| 3    | Essex Spartans      | .556  | 9  | 5  | 0 | 4 | 111 | 164 |
| 4    | London Blitz B      | .500  | 10 | 5  | 0 | 5 | 231 | 167 |
| 5    | East Essex Sabres   | .111  | 9  | 1  | 0 | 8 | 81  | 320 |
| 6    | Ipswich Cardinals   | .100  | 10 | 1  | 0 | 9 | 125 | 329 |

## Playoff

### Tabellone
|  | Quarti di finale      | Quarti di finale      | Quarti di finale   |                    |                       | Semifinali            | Semifinali | Semifinali |  |  | Finale Northern Conference | Finale Northern Conference | Finale Northern Conference |  |
|  |                       |                       |                    |                    |                       |                       |            |            |  |  |                            |                            |                            |  |
|  | Shropshire Revolution | Shropshire Revolution | 60                 |                    |                       |                       |            |            |  |  |                            |                            |                            |  |
|  | Shropshire Revolution | Shropshire Revolution | 60                 |                    |                       |                       |            |            |  |  |                            |                            |                            |  |
|  | Morecambe Bay Storm   | Morecambe Bay Storm   | 8                  |                    |                       |                       |            |            |  |  |                            |                            |                            |  |
|  | Morecambe Bay Storm   | Morecambe Bay Storm   | 8                  |                    | Shropshire Revolution | Shropshire Revolution | 35         |            |  |  |                            |                            |                            |  |
|  |                       |                       |                    |                    | Shropshire Revolution | Shropshire Revolution | 35         |            |  |  |                            |                            |                            |  |
|  |                       |                       | Gateshead Senators | Gateshead Senators | 0                     |                       |            |            |  |  |                            |                            |                            |  |
|  | Gateshead Senators    | Gateshead Senators    | Gateshead Senators | Gateshead Senators | 0                     | 44                    |            |            |  |  |                            |                            |                            |  |
|  | Gateshead Senators    | Gateshead Senators    |                    |                    |                       |                       |            |            |  |  |                            |                            |                            |  |
|  | Chester Romans        | Chester Romans        | 38                 |                    |                       |                       |            |            |  |  |                            |                            |                            |  |
|  | Chester Romans        | Chester Romans        | 38                 |                    | Shropshire Revolution | Shropshire Revolution | 31         |            |  |  |                            |                            |                            |  |
|  |                       |                       |                    |                    |                       |                       |            |            |  |  |                            |                            |                            |  |
|  |                       |                       | Glasgow Tigers     | Glasgow Tigers     | 7                     |                       |            |            |  |  |                            |                            |                            |  |
|  | Leeds Bobcats         | Leeds Bobcats         | Glasgow Tigers     | Glasgow Tigers     | 7                     | 52                    |            |            |  |  |                            |                            |                            |  |
|  | Leeds Bobcats         | Leeds Bobcats         |                    |                    |                       |                       |            |            |  |  |                            |                            |                            |  |
|  | Staffordshire Surge   | Staffordshire Surge   | 8                  |                    |                       |                       |            |            |  |  |                            |                            |                            |  |
|  | Staffordshire Surge   | Staffordshire Surge   | 8                  |                    | Leeds Bobcats         | Leeds Bobcats         | 20         |            |  |  |                            |                            |                            |  |
|  |                       |                       |                    |                    | Leeds Bobcats         | Leeds Bobcats         | 20         |            |  |  |                            |                            |                            |  |
|  |                       |                       | Glasgow Tigers     | Glasgow Tigers     | 38                    |                       |            |            |  |  |                            |                            |                            |  |
|  | Glasgow Tigers        | Glasgow Tigers        | Glasgow Tigers     | Glasgow Tigers     | 38                    | 17                    |            |            |  |  |                            |                            |                            |  |
|  | Glasgow Tigers        | Glasgow Tigers        |                    |                    |                       |                       |            |            |  |  |                            |                            |                            |  |
|  | Aberdeen Roughnecks   | Aberdeen Roughnecks   | 6                  |                    |                       |                       |            |            |  |  |                            |                            |                            |  |

|  | Quarti di finale        | Quarti di finale        | Quarti di finale        |                         |                   | Semifinali        | Semifinali | Semifinali |  |  | Finale Southern Conference | Finale Southern Conference | Finale Southern Conference |  |
|  |                         |                         |                         |                         |                   |                   |            |            |  |  |                            |                            |                            |  |
|  | Wembley Stallions       | Wembley Stallions       | 27                      |                         |                   |                   |            |            |  |  |                            |                            |                            |  |
|  | Wembley Stallions       | Wembley Stallions       | 27                      |                         |                   |                   |            |            |  |  |                            |                            |                            |  |
|  | Hertfordshire Cheetahs  | Hertfordshire Cheetahs  | 0                       |                         |                   |                   |            |            |  |  |                            |                            |                            |  |
|  | Hertfordshire Cheetahs  | Hertfordshire Cheetahs  | 0                       |                         | Wembley Stallions | Wembley Stallions | 33         |            |  |  |                            |                            |                            |  |
|  |                         |                         |                         |                         | Wembley Stallions | Wembley Stallions | 33         |            |  |  |                            |                            |                            |  |
|  |                         |                         | Portsmouth Dreadnoughts | Portsmouth Dreadnoughts | 6                 |                   |            |            |  |  |                            |                            |                            |  |
|  | Portsmouth Dreadnoughts | Portsmouth Dreadnoughts | Portsmouth Dreadnoughts | Portsmouth Dreadnoughts | 6                 | 19                |            |            |  |  |                            |                            |                            |  |
|  | Portsmouth Dreadnoughts | Portsmouth Dreadnoughts |                         |                         |                   |                   |            |            |  |  |                            |                            |                            |  |
|  | Cornish Sharks          | Cornish Sharks          | 3                       |                         |                   |                   |            |            |  |  |                            |                            |                            |  |
|  | Cornish Sharks          | Cornish Sharks          | 3                       |                         | Wembley Stallions | Wembley Stallions | 17         |            |  |  |                            |                            |                            |  |
|  |                         |                         |                         |                         |                   |                   |            |            |  |  |                            |                            |                            |  |
|  |                         |                         | Berkshire Renegades     | Berkshire Renegades     | 20                |                   |            |            |  |  |                            |                            |                            |  |
|  | Bristol Apache          | Bristol Apache          | Berkshire Renegades     | Berkshire Renegades     | 20                | 32                |            |            |  |  |                            |                            |                            |  |
|  | Bristol Apache          | Bristol Apache          |                         |                         |                   |                   |            |            |  |  |                            |                            |                            |  |
|  | Swindon Storm           | Swindon Storm           | 8                       |                         |                   |                   |            |            |  |  |                            |                            |                            |  |
|  | Swindon Storm           | Swindon Storm           | 8                       |                         | Bristol Apache    | Bristol Apache    | 27         |            |  |  |                            |                            |                            |  |
|  |                         |                         |                         |                         | Bristol Apache    | Bristol Apache    | 27         |            |  |  |                            |                            |                            |  |
|  |                         |                         | Berkshire Renegades     | Berkshire Renegades     | 33                |                   |            |            |  |  |                            |                            |                            |  |
|  | Berkshire Renegades     | Berkshire Renegades     | Berkshire Renegades     | Berkshire Renegades     | 33                | 34                |            |            |  |  |                            |                            |                            |  |
|  | Berkshire Renegades     | Berkshire Renegades     |                         |                         |                   |                   |            |            |  |  |                            |                            |                            |  |
|  | East Kent Mavericks     | East Kent Mavericks     | 7                       |                         |                   |                   |            |            |  |  |                            |                            |                            |  |

### Quarti di finale
| 20 agosto 2017 | Shropshire Revolution | 60 – 8 | Morecambe Bay Storm |  |

| 20 agosto 2017 | Leeds Bobcats | 52 – 8 | Staffordshire Surge |  |

| 20 agosto 2017 | Glasgow Tigers | 17 – 6 | Aberdeen Roughnecks |  |

| 20 agosto 2017 | Gateshead Senators | 44 – 38 | Chester Romans |  |

| 20 agosto 2017 | Wembley Stallions | 27 – 0 | Hertfordshire Cheetahs |  |

| 20 agosto 2017 | Bristol Apache | 32 – 8 | Swindon Storm |  |

| 20 agosto 2017 | Berkshire Renegades | 34 – 7 | East Kent Mavericks |  |

| 20 agosto 2017 | Portsmouth Dreadnoughts | 19 – 3 | Cornish Sharks |  |

### Semifinali
| 27 agosto 2017 | Shropshire Revolution | 35 – 0 | Gateshead Senators |  |

| 27 agosto 2017 | Leeds Bobcats | 20 – 38 | Glasgow Tigers |  |

| 27 agosto 2017 | Wembley Stallions | 33 – 6 | Portsmouth Dreadnoughts |  |

| 27 agosto 2017 | Bristol Apache | 27 – 33 | Berkshire Renegades |  |

### Finali

#### Northern Conference
| 10 settembre 2017 | Shropshire Revolution | 31 – 7 | Glasgow Tigers |  |

#### Southern Conference
| 10 settembre 2017 | Wembley Stallions | 17 – 20 | Berkshire Renegades |  |

## Verdetti
- Shropshire Revolution e  Berkshire Renegades Vincitori della BAFA NL Division Two 2017